# Torsten Ekström
Torsten Magnus Ekström, född 24 februari 1909 i Södertälje, död 19 februari 1999 i Täby församling, var en svensk skolledare. 
Ekström, som var son till redaktör Anton Ekström och Beda Carlander, avlade studentexamen 1927, blev filosofie kandidat 1930, filosofie magister 1934 och filosofie licentiat vid Stockholms högskola 1935. Han blev medlem av redaktionen för Bonniers konversationslexikon 1936, lärare på arméns stamskola 1942, på Södra Latin i Stockholm 1945, på lärare på flickskolan i Stockholm 1946, adjunkt i Eslöv 1948, studierektor på Viggbyholmsskolan 1949, rektor där 1950 och var lektor på Nya elementarskolan från 1959.